# Герб Четфалви
Герб Четфа́лви — один із символів села Четфалви Закарпатської області. Затверджений 2002 року рішенням Четфалвівської сільської ради.

## Опис
Щит перетятий і напіврозтятий срібним хвилястим поясом, з базою у вигляді вістря з увігненими сторонами.
У першій частині в червоному полі на зеленій землі йде срібне ягня з золотими копитами, що несе срібну хоругву з червоним хрестом, супроводжуване по сторонам золотим сонцем і срібним півмісяцем.
У другій частині в лазуровому полі зелене гроно винограду на золотій гілці, супроводжуване зліва золотим колосом. 
У третій частині — дві срібні риби. У червоній оконечності — золота церква. На лазуровій девізній стрічці — дата заснування села, дата затвердження герба, а також назва угорською та українською мовами.
Комп'ютерна графіка — А. Б. Гречило.